# Escàpcia (ciutat)
Escàpcia (en llatí Scaptia, en grec antic Σκαπτήνιος) va ser una antiga ciutat de Latium que sembla haver desaparegut en temps molt primerencs.
Dionís d'Halicarnàs la menciona entre les trenta ciutats de la Lliga Llatina, i sembla que en aquell temps havia de ser una ciutat independent o segurament important. Però després el seu nom desapareix i una vegada acabada la guerra llatina (340-338 aC) va ser inclosa com a territori d'una nova tribu romana (332 aC) anomenada Escàpcia. Després ja només l'esmenta Plini el Vell entre les “clara oppida” a la seva llista de ciutats llatines que en el seu temps ja havien desaparegut. Suetoni parla dels scapiatenses, referint-se a la tribu que encara existia al seu temps. La seva situació no es coneix, però el llogaret de Passerano és la ubicació més probable de les suggerides.